# 罗恩·邦当
罗纳德·英韦·邦当（英語：Ronald Yngve Bontemps，1926年8月11日—2017年5月13日），出生于伊利诺伊州泰勒维尔，美国篮球运动员，曾代表美国参加1952年夏季奥运会男子篮球比赛，并获得金牌。
2017年5月13日，邦当在伊利诺伊州皮奥里亚去世，享年90岁。 